# Diptychia rhodotaenia
Diptychia rhodotaenia là một loài bướm đêm trong họ Geometridae.